# 아키모토촌
아키모토촌(秋元村)은 지바현 기미쓰군에 일찍이 존재했던 촌이다. 현재의 기미쓰시 남부에 해당한다.

## 역사
- 1889년 4월 1일 - 정촌제 시행에 의해 스에군 아키모토촌이 성립하였다.
- 1897년 4월 1일 - 스에군이 통합에 의해 기미쓰군이 되었다.
- 1955년 3월 31일 - 미시마촌과 합병해 세이와촌이 신설되어, 동일 아키모토촌은 폐지되었다.